# Підкаміньський замок
Підкаміньський замок — збудований у другій половині XV століття Петром Цебровським із Жабокрука на Ружанковій Горі, де пізніше було збудовано семінарію.

## Історія
У ХІІІ столітті тут оселилися домініканці, попередньо зруйнувавши вівтарі язичницьких богів. У 1245 році у цю місцевість вторглися монголи і вбили пріора Урбана та дванадцять ченців. Саме тут було збудовано замок, поруч з яким Петро Цебровський також збудував церкву, а 1464 року знову привів сюди домініканок. У 1498 році Петро Цебровський помер, а маєтки успадкувала його вдова Анна де Доліна Бжежанська, яка піклувалася про свого сина Вінцентія та доньку Сюзанну. У 1519 році чергове кримськотатарське нашестя зруйнувало церкву та замок.
На початку XVII століття маєток належав родині Цетнерів, а його тодішній власник, Балтазар Цетнер, у 1607 році привів сюди трьох отців-домініканців. У 1612 році розпочалося будівництво нового монастиря та церкви. Роботи зайняли багато часу, оскільки фінансувалися за рахунок повільних пожертвувань. Козацькі війни Хмельницького у 1648 році, кримськотатарська навала у 1688 році та обвал склепіння однієї ночі у 1687 році затримали будівництво. У 1700 році було вирішено укріпити комплекс. Монастир був оточений фортечною стіною, і було викопано 94-метрову криницю. У двоповерховій будівлі, що стояла на місці колишнього замку Цебровських, розміщувалася школа для бідної шляхетської молоді, якою керували отці-домініканці. У 1739 році було вирішено посилити обороноздатність монастиря: фортечні стіни були збудовані за планом артилерійського полковника Крістіана Дальке, а також викопані численні підземні ходи та схованки. Однак укріплення не були завершені. У 1788 році з монастиря вивезли зброю, зокрема 7 гармат, 79 гаківниць та 22 багнети.

## Світові війни та сьогодення
Під час Першої світової війни монастир був частково зруйнований; бібліотека згоріла, а церковна вежа обвалилася. Після Другої світової війни колишні монастирські будівлі використовувалися як політична в'язниця, а пізніше як психіатрична лікарня, яка діяла в частині приміщень. Українська влада передала монастир греко-католицькому чернечому ордену студитів.